# Bychovskiata
Bychovskiata är ett släkte av spindeldjur. Bychovskiata ingår i familjen Avenzoariidae.
Kladogram enligt Catalogue of Life:
| Bychovskiata | \| \| Bychovskiata obscura \| \| \| \| \| \| Bychovskiata thinorni \| \| \| \| |
|              | \| \| Bychovskiata obscura \| \| \| \| \| \| Bychovskiata thinorni \| \| \| \| |
|              | Scutomegninia                                                                  |
|              |                                                                                |
|              | Bychovskiata obscura                                                           |
|              |                                                                                |
|              | Bychovskiata thinorni                                                          |
|              |                                                                                |

|  | Bychovskiata obscura  |
|  |                       |
|  | Bychovskiata thinorni |
|  |                       |